# Zoia Bulgakova
Zoia Fiodorovna Bulgakova (rusă Зо́я Фёдоровна Булга́кова; n. 11/24 decembrie 1914, Novo-Nikolaevsk, Imperiul Rus – d. 3 februarie 2017, Novosibirsk, Regiunea Novosibirsk, Rusia) a fost o actriță de teatru rusă, Artistă Emerită a RSFSR (1945).
Zoia Bulgakova s-a născut la Novo-Nikolaevsk într-o familie cu mulți copii. Tatăl era birjar, iar mama casnică. Zoia a jucat primul său rol la teatrul pentru copii din Novosibirsk în 1930 și a fost una din primele absolvente (1932) ale școlii de actorie de pe lângă teatru. A continuat să joace aici încă 30 de ani, în care a acumulat peste 70 de roluri. Juca personaje-copii. A intrat în rândurile PCUS în 1942.
La 19 decembrie 2014, când Zoia aniversa 100 de ani, la Teatrul pentru copii din Novosibirsk a fost organizată o serată de creație.

## Premii
Printre distincțiile primite de Bulgakova se numără:
- Artistă Emerită a RSFSR (1945)
- Premiul „Omul anului” în domeniul culturii și artei pentru contribuția deosebită în dezvoltarea artei teatrale și a culturii orașului Novosibirsk (1999)
- Medalia „Pentru muncă eroică în Marele Război pentru Apărarea Patriei din 1941–1945”
- Medalia „Veteran al muncii”